# 盖尔曼-西岛关系
盖尔曼-西岛关系，是1953年由日本物理学家西岛和彦、中野董夫首先提出，1955年由美国物理学家默里·盖尔曼完成的。此关系指强子的电荷Q、同位旋I3、重子数b、奇异数S满足以下的关系：
{\displaystyle Q=I_{3}+{\frac {1}{2}}(b+S)=I_{3}+{\frac {1}{2}}Y}
其中{\displaystyle Y=(b+S)}称为超荷。
随着1974年发现了粲数C、1977年发现了底数B、1995年发现了顶数T，盖尔曼-西岛关系扩展为：
{\displaystyle Q=I_{3}+{\frac {1}{2}}(b+S+C+B+T)=I_{3}+{\frac {1}{2}}Y}
其中{\displaystyle Y=(b+S+C+B+T)}.
目前已经发现的所有强子都满足这一关系。
1. ↑  
Nakano, T; Nishijima, N. . Progress of Theoretical Physics. 1953, 10 (5): 581. Bibcode:1953PThPh..10..581N. doi:10.1143/PTP.10.581.